# Argun (Sibirien)
 For alternative betydninger, se Argun. (Se også artikler, som begynder med Argun)
Argun (russisk: Аргу́нь, tr. Argun; kinesisk: 额尔古纳河; pinyin: É'ěrgǔnà	Hé; mongolsk: Эргүнэ мөрөн, tr. Ergüne mörön; manchuisk: tr. Ergune bira) er en  1.620 km lang flod, der danner dele af grænsen mellem Rusland og Kina.
Floden udspringer på vestsiden af bjergkæden Store Khingan i Indre Mongoliet. Ved Hulunsøen får den tilløb af bifloden Kherlen Gol (Herlen He), som er 1.220 km lang og kommer fra bjergområderne øst for Ulaanbaatar i det centrale Mongoliet. Argun er sejlbar 428 km op fra udmundingen i Amur.
Ved dens sammenløb med floden Sjilka dannes floden Amur.